# ニューヨーク近代美術館
ニューヨーク近代美術館（ニューヨークきんだいびじゅつかん、英: The Museum of Modern Art, New York）は、アメリカ合衆国ニューヨーク市にある、近現代美術専門の美術館である。
マンハッタンのミッドタウン53丁目に位置し、1920年代から「ザ・モダン」と呼ばれたモダンアートの殿堂。
英文館名の頭文字をとって「MoMA（モマ）」と呼ばれて親しまれるニューヨーク近代美術館は、20世紀以降の現代美術の発展と普及に多大な貢献をしてきた。
また分館として、2002年から2004年にかけてマンハッタンの本館が工事中のときに利用されていた施設をそのまま利用したクイーンズ分館 (MoMA QNS) と、より現代的・実験的な作品を展示する美術館であるP.S.1がある。

## 創立・収集・展示
近代美術館設立の構想は、L.P.ブリス、C.J.サリヴァン夫人およびJ.D.ロックフェラー2世夫人という3人の女性によって発案され、開館したのは1929年である。日本の時代区分でいえば昭和のごく初期に早くも前衛美術専門の美術館の設立が構想されていたことは注目される。
開館第1回展は「セザンヌ、ゴーギャン、スーラ、ゴッホ展」であった。このことは、印象派の次の世代（ポスト印象派）にあたる画家の彼らが当時の「前衛」であり、20世紀以後の「現代美術」の最初の画家たちであったことを象徴している。第1回展の展示風景の記録写真を見れば、19世紀式のサロン風の展示ではなく、昨今の美術館にみられるような、ニュートラルな白い壁面（ホワイトキューブ）に絵画が掛けられているが、これも当時としては斬新であった。
以後、建築や前衛美術についての意欲的な企画展を連発しながらいちはやく優品の収蔵を進めていった。
また、建築、商品デザイン、ポスター、写真、映画など、美術館の収蔵芸術とはみなされていなかった新しい時代の表現までをも収蔵品に加え、常設・企画展示・上映などを行うことで、世界のグラフィックデザインの研究の中心としての地位をゆるぎないものにした。ここには、日本製の電気製品や家具、映画作品などもデザインの歴史に影響を与えた優れた作品として収蔵されている。2007年1月には、auブランドを展開するKDDIのau design project（現・iida）で生まれた、日本でしか利用できない4機種の携帯電話が収蔵品に選定され、話題になった。なお、日本で生み出されたパックマンも収蔵されている。2013年にはMoMAでのビデオゲームリストにあるようにパックマンを含めた14点が動態展示された。
1950年代、モダンデザインが展開された時期、カウフマン（アメリカのデザイン評論家、Edgar Kaufmann Jr.）は、ニューヨーク近代美術館の評議員として、モダンデザインの進展を助けた。
戦後、1952年にはインターナショナル・プログラムを早くも発足。この機関はMoMAによって構成される「MoMAインターナショナル・カウンシル」が経済支援のネットワークを盤石にし、世界各国の美術館関係者と人的ネットワークを構築し交流するプログラムを定期的に設け、巡回の受け入れ先を確保し、コレクションの貸し出しで報酬を得る。これらは実に優れた交流機関であり、美術館経営に効果的な事業スキームを持つ。MoMAの理事会には経済界で強力なリーダーシップを持ったロックフェラー家のような名士が名を多く連ねており、彼らは率先して資金調達を成し遂げる。
2005年の新館完成に伴い入場料が12ドルから20ドルへ値上げされ、これはニューヨーク市の美術館のなかでは最も高い入場料でもあり、MoMAがニューヨークにもたらす波及効果と共にさまざまな賛否両論を巻き起こした。なお、毎週金曜日の午後 4時以降は、入場料は無料になる。この企画のスポンサーは2013年よりユニクロとなっている。（2025年1月現在の入館料は30ドル。）
10万点以上の所蔵品を誇るMoMAは、近現代美術の殿堂として、活発な活動を続けている。

## 建物
1929年の開館時にはオフィスビルを間借りして展示室としていた。3年後の1932年に現在地へ移転。その後ジョン・ロックフェラー2世から隣接地の寄贈を受けビルの建設を始める。1939年に現在の建物の最古の部分が竣工している。エドワード・D・ストーンとフィリップ・S・グッドウィンの設計になる建物で、箱形の外観、平滑な壁面、大きなガラス面など、「国際様式（インターナショナル・スタイル）」建築の典型である。
第二次世界大戦後、1951年と1964年の2度にわたって、フィリップ・ジョンソンによって鉄骨とガラスによるイースト・ウィングの増築が施され、彫刻庭園が増設された。さらに1983年にはシーザー・ペリによってガラスのエスカレーターが印象的なガーデン・ウィングが増設され展示面積は二倍になった。
同美術館は展示スペースのさらなる増加と、増築によって複雑化した全体の整理をめざして、国際建築コンペを行い丸亀市猪熊弦一郎現代美術館や豊田市美術館などで知られる日本人建築家・谷口吉生の設計案を選んだ。建築総工費900億円を掛け増築され2004年11月20日に再オープンし、これにより展示面積は1万2500平方メートルになった。

## 主な収蔵品
ウィキメディア・コモンズには、ニューヨーク近代美術館のコレクションに関するカテゴリがあります。

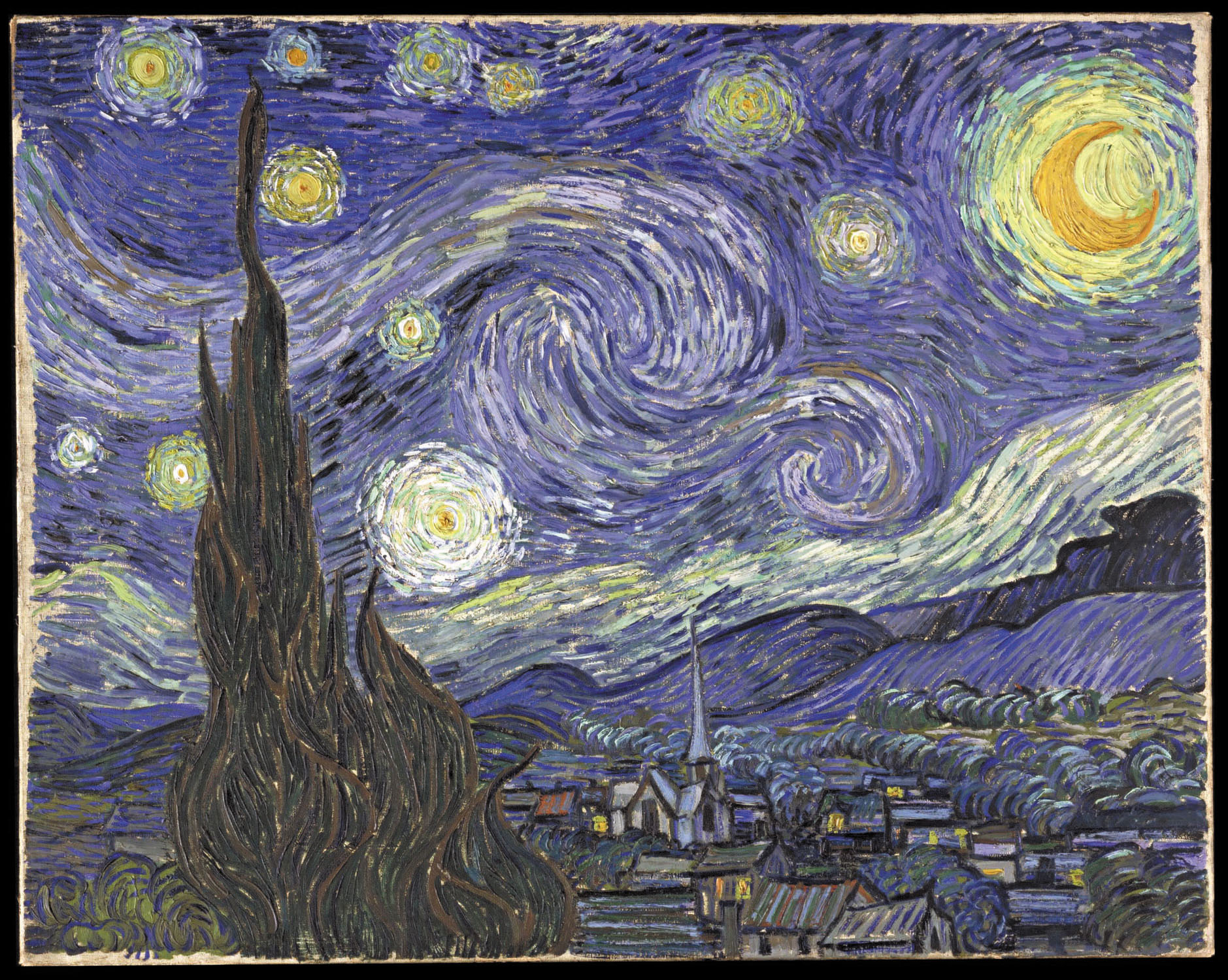
ゴッホの「星月夜」

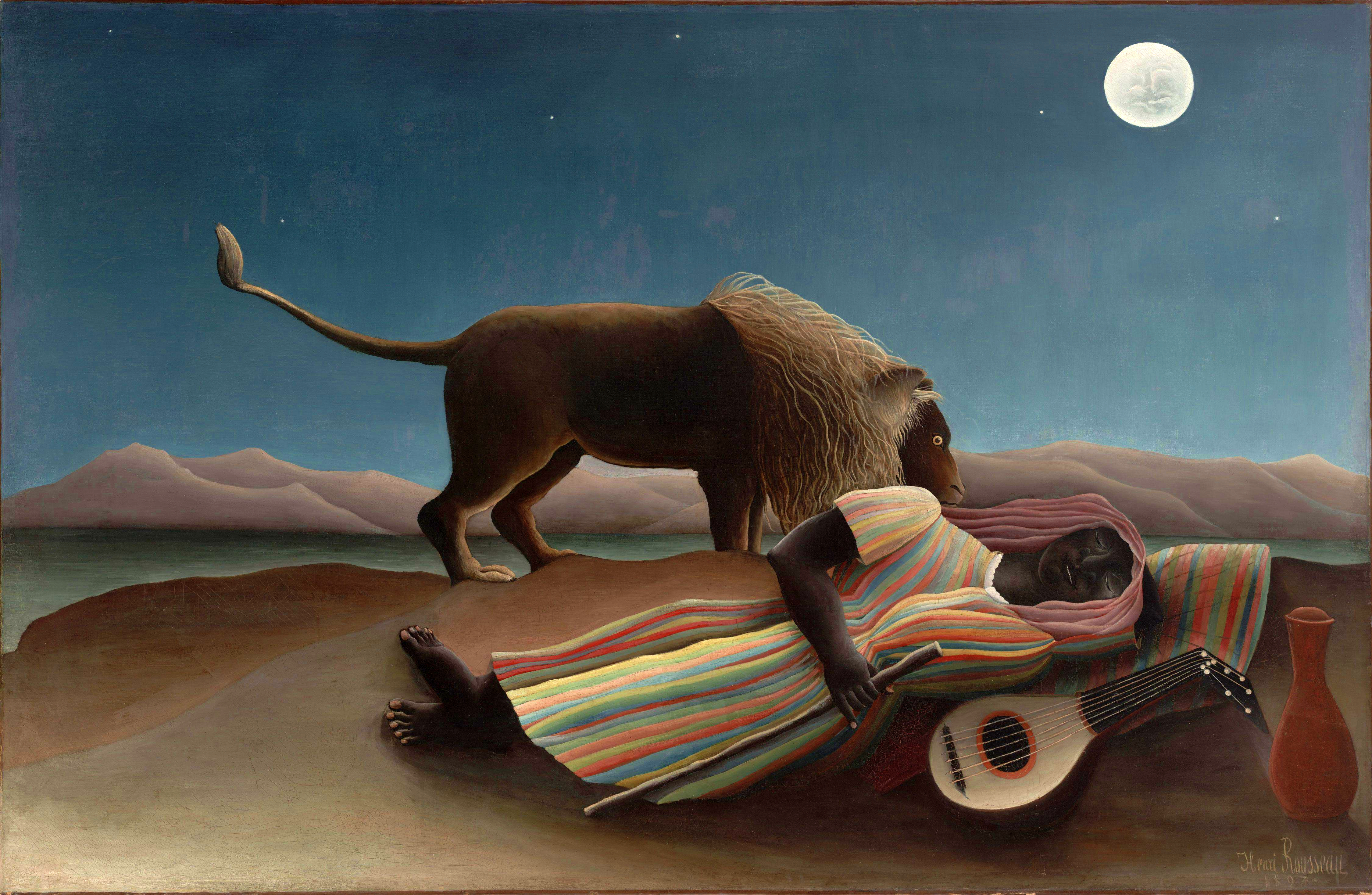
アンリ・ルソーの「眠るジプシー女」

- ピカソ『アヴィニョンの娘たち』（1907年）
- ダリ『記憶の固執』（1931年）
- 剣持勇　C-3160 籐丸椅子（1961年）
- ゴッホ 『星月夜』 (1889年)
- アンリ・ルソー『眠るジプシー女』（1897年）
- 内村皓一『幻聴』、『ボロ』（1942年）
- モンドリアン『ブロードウェイ・ブギウギ』（1942－1943年）
- ジャクソン・ポロック『五尋の深み』（1947年)
- 新居猛『ニーチェアX』（1970年）
- テクニクス レコードプレーヤー 『SL-10』（1980年）
- 川崎和男 車椅子 『CARNA』 (1989年)
- IBM ノートパソコン 『ThinkPad 570』、『ThinkPad 701C』（1995年）
- 小津安二郎『東京物語』（1953年）
- ジョージ・A・ロメロ『ナイト・オブ・ザ・リビングデッド』（1968年）
- トビー・フーパー『悪魔のいけにえ』（1973年）
- GE90-115Bのファンブレード
- Power Mac G4 Cube
- KDDI au design project携帯電話
  - 深澤直人『INFOBAR（CDMA A5307ST）』（2003年）
  - マーク・ニューソン『talby（CDMA A5508SA）』（2004年）
  - 深澤直人『neon（CDMA W42T）』（2006年）
  - 吉岡徳仁『MEDIA SKIN（CDMA W52K）』（2007年）

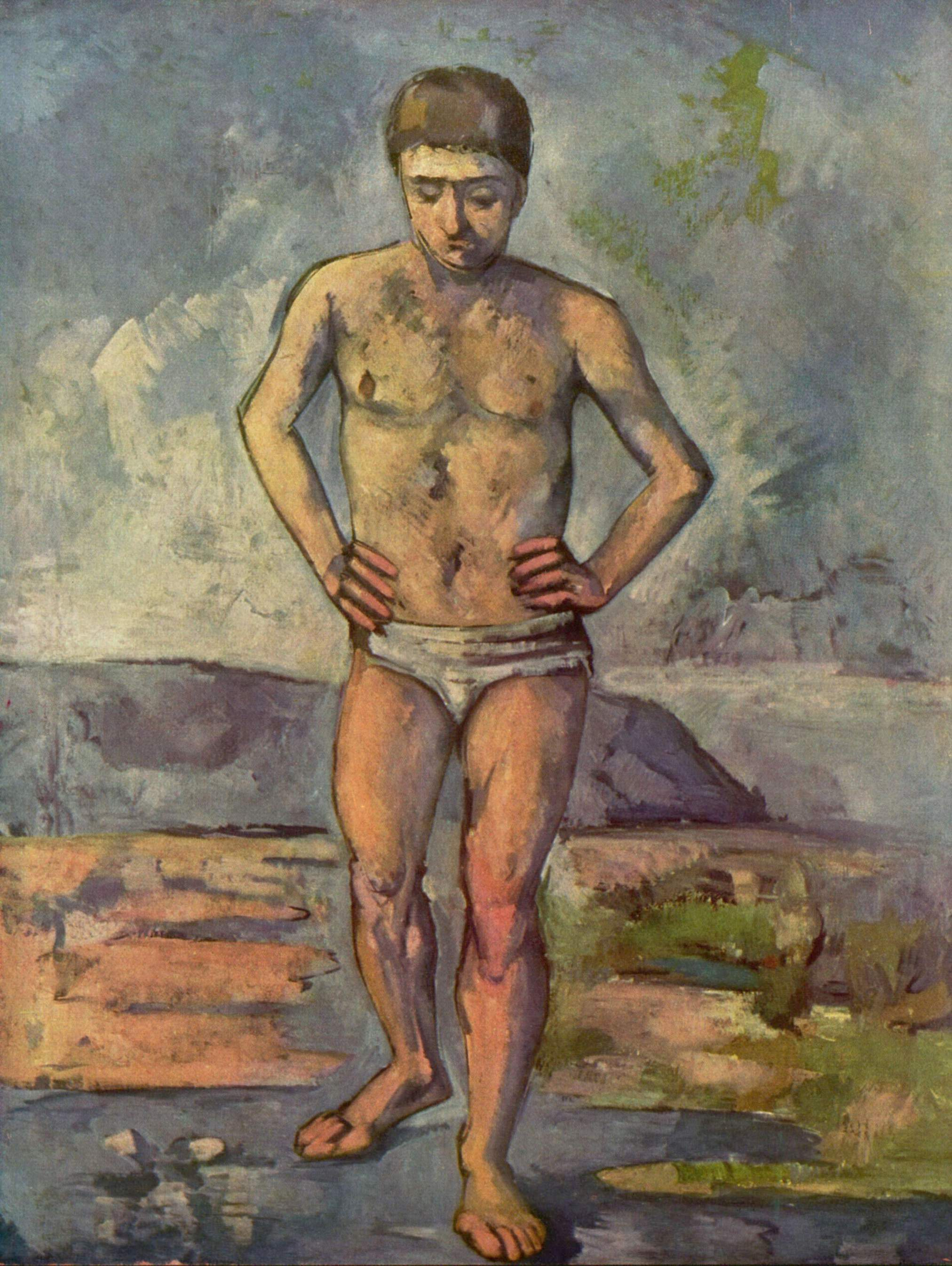
ポール・セザンヌ, The Bather, 1885–87
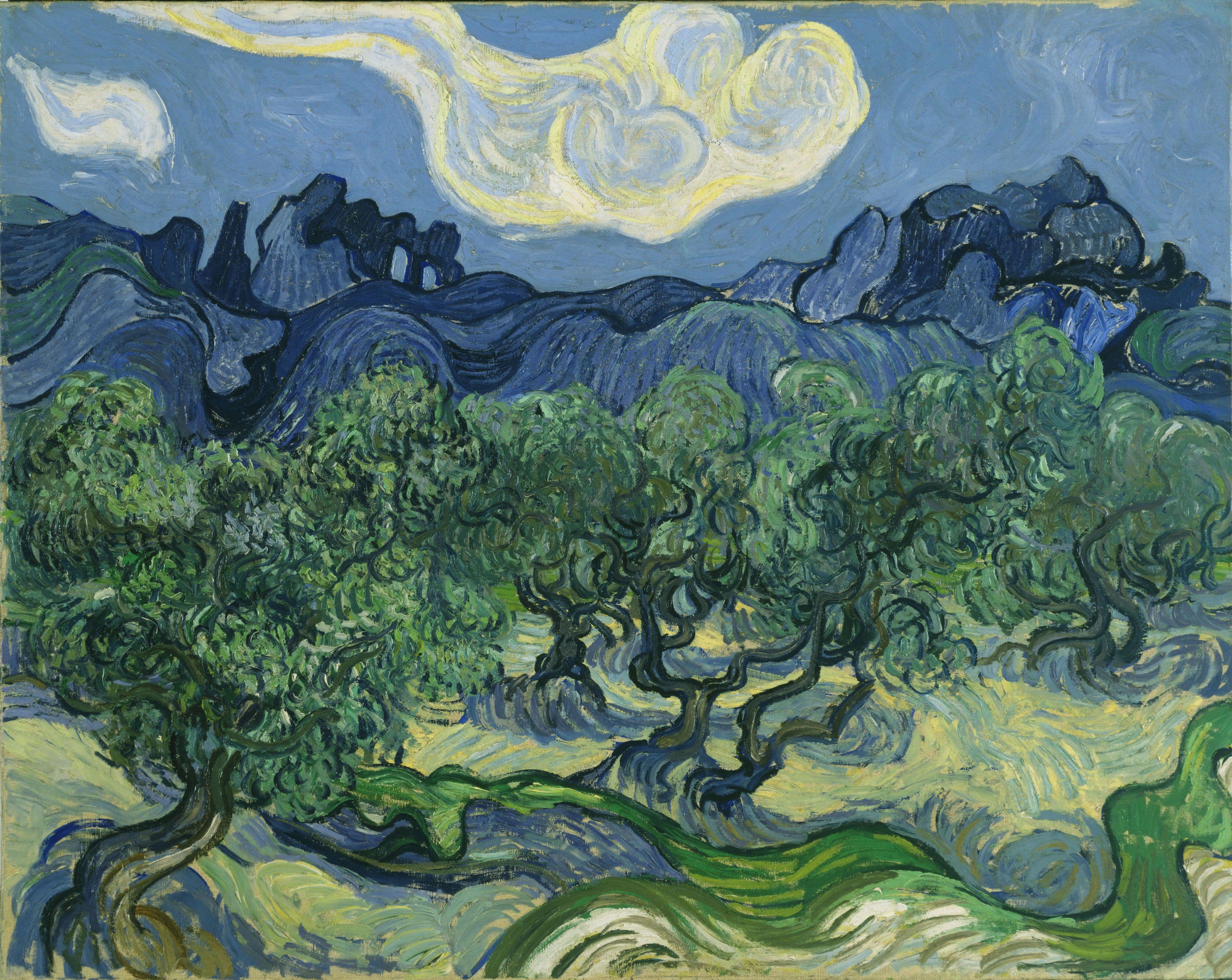
ゴッホ, The Olive Trees with the Alpilles in the Background, 1889
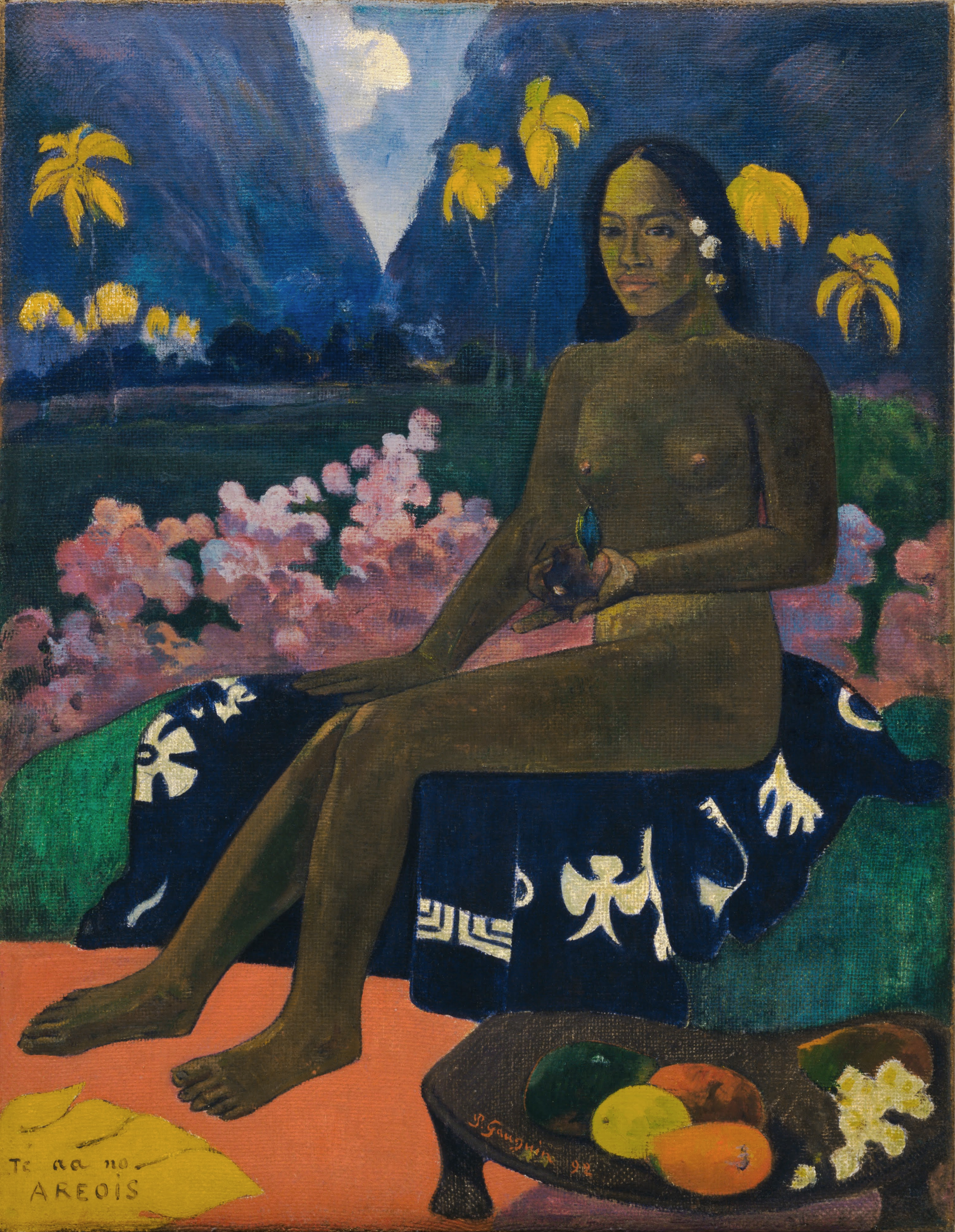
ポール・ゴーギャン, Te aa no areois (The Seed of the Areoi), 1892
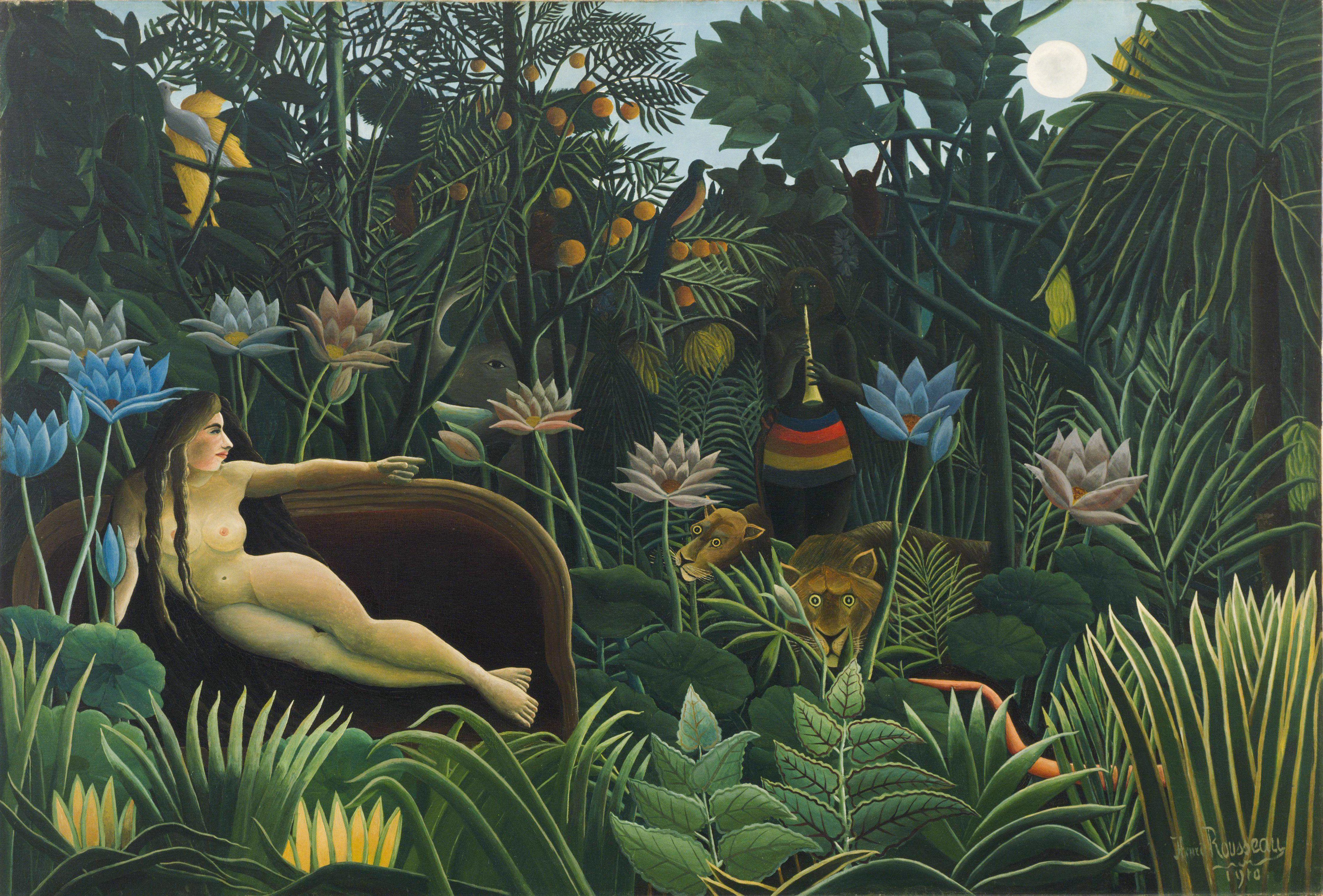
アンリ・ルソー, 夢, 1910
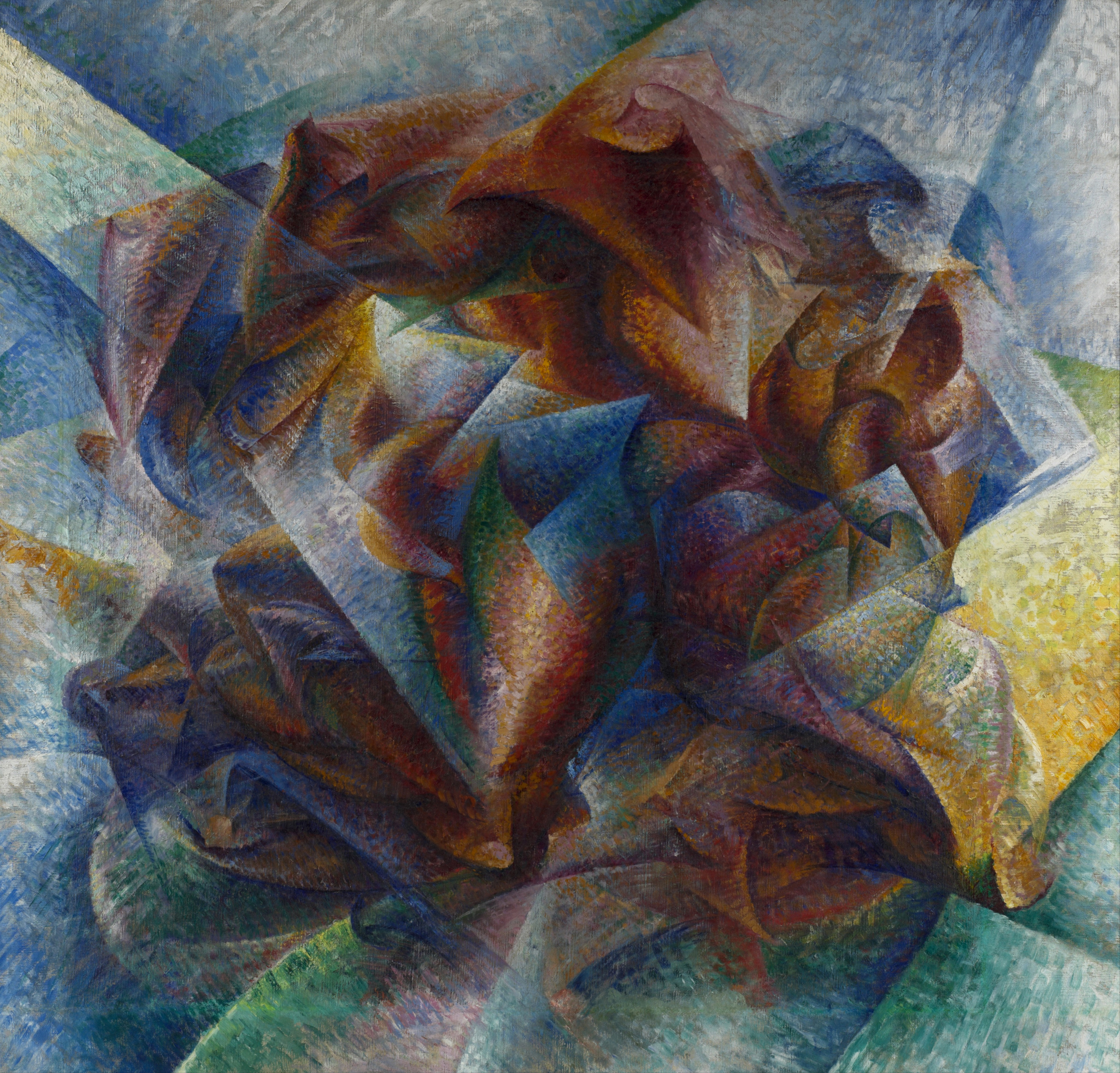
ウンベルト・ボッチョーニ, 1913, Dynamism of a Soccer Player, 1913
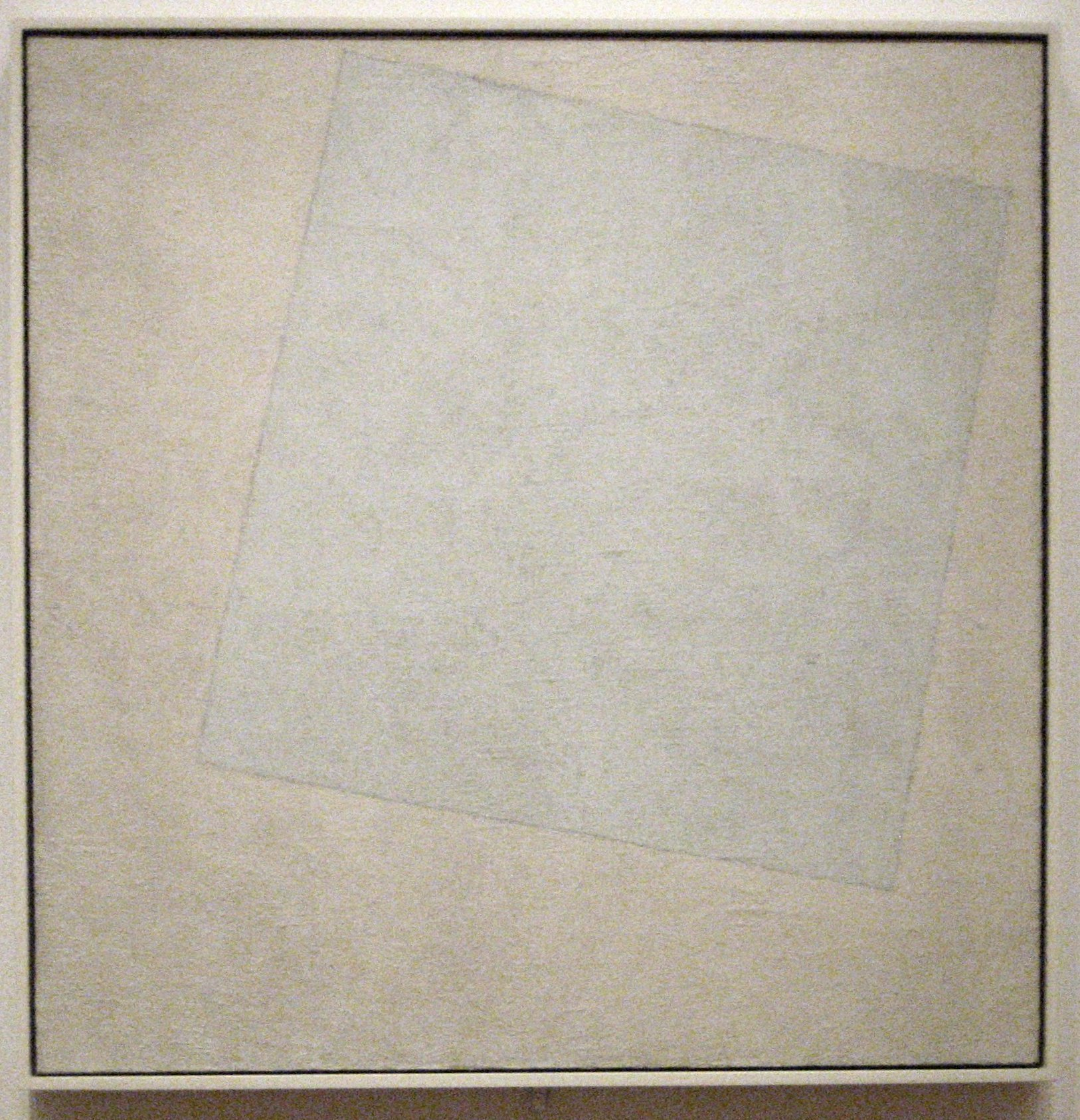
カジミール・マレーヴィチ, Suprematist Composition: White on White, 1918
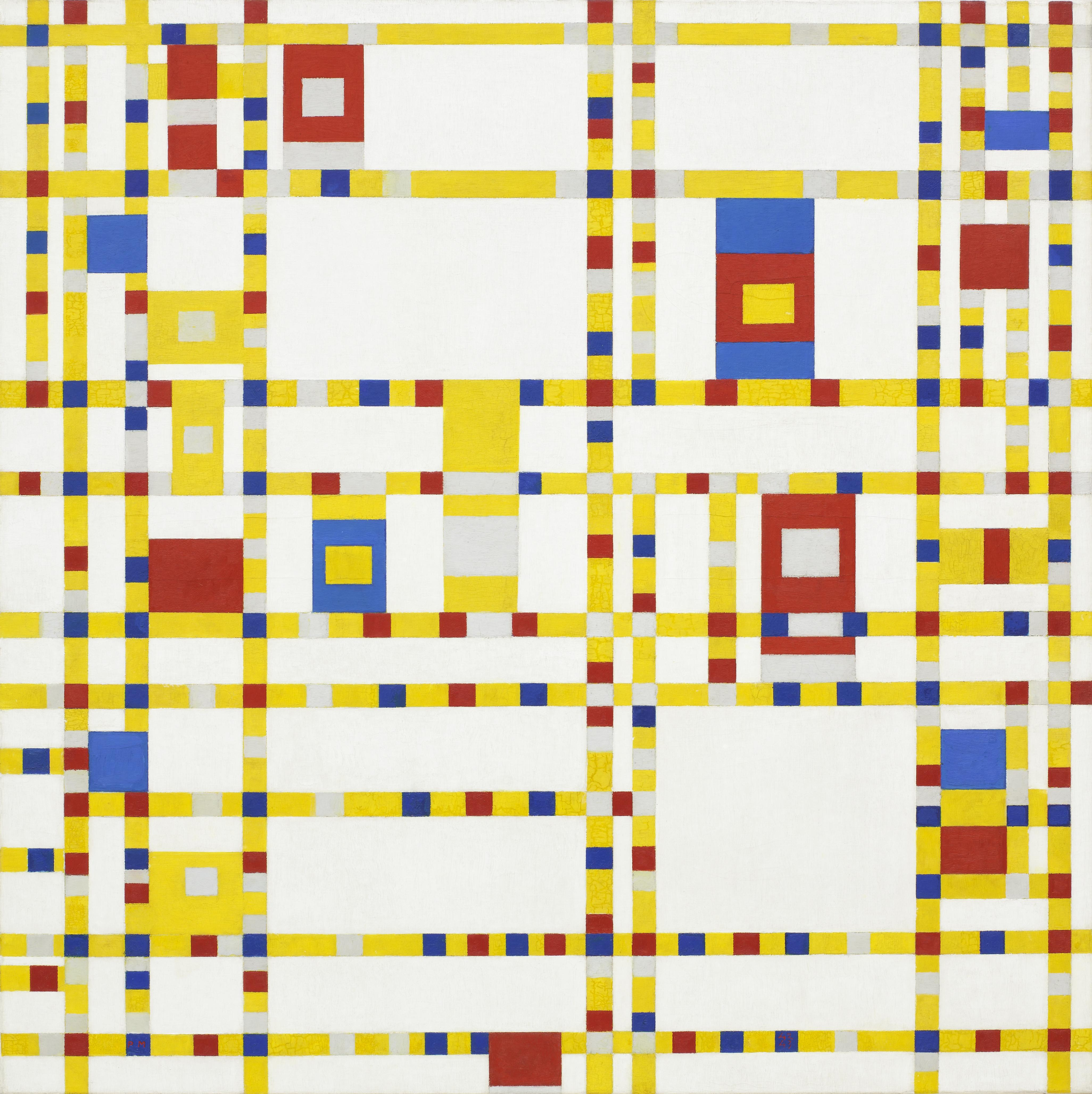
ピエト・モンドリアン, ブロードウェイ・ブギウギ ,1942